# Sabatino Moscati
(Sabatino Moscati, 1969, convegno del CNR sulle ricerche puniche nel Mediterraneo)
Sabatino Moscati (Roma, 24 novembre 1922 – Roma, 8 settembre 1997) è stato un archeologo, storico e orientalista italiano.

## Biografia
Nato in una famiglia ebraica e attratto dal mondo orientale, impossibilitato a causa delle leggi razziali a iscriversi all'università di Stato, studiò al Pontificio Istituto Biblico, laureandosi nel 1946.
Nella sua notevole carriera, ricca di importanti contributi alla storia islamica e poi fenicia (con particolare attenzione all'esperienza cartaginese), Moscati annoverò diverse cariche importanti, fra le quali la docenza all'Università "La Sapienza" e a Tor Vergata (dagli anni ottanta), la lunga vice-presidenza dell'Istituto per l'Oriente, la presidenza dell'Istituto per il Medio ed Estremo Oriente (1978-79), la presidenza all'Accademia Nazionale dei Lincei (fino a giugno 1997), la direzione dell'Enciclopedia Archeologica presso l'Istituto dell'Enciclopedia Italiana, e la fondazione della rivista Archeo (1985).
Nel 1969 fondò il Centro di Studio per la Civiltà Fenicia e Punica del CNR (dal 1993 al 2002 Istituto per la Civiltà Fenicia e Punica, successivamente Istituto di Studi sulle Civiltà Italiche e del Mediterraneo Antico, oggi confluito nell'Istituto di studi sul Mediterraneo antico), precedentemente legato all'Istituto di Studi del Vicino Oriente della Sapienza.
È stato fra i principali promotori della serie di mostre a tema archeologico di Palazzo Grassi a Venezia, di cui si ricorda soprattutto quella sui Fenici del 1988 (750 000 visitatori). Il suo importante contributo alla divulgazione scientifica era evidenziato anche dalla sua partecipazione al programma televisivo Almanacco del giorno dopo, per il quale curava e presentava la rubrica Le pietre raccontano, nonché dalla direzione del mensile Archeo, edito dalle edizioni De Agostini, che Moscati resse dal 1984, anno di fondazione del periodico, fino alla sua morte.
Attualmente l'Accademia Nazionale dei Lincei ha istituito un "Premio Moscati" per gli studi sulle civiltà del Mediterraneo.
La figlia Paola Moscati è a sua volta un'archeologa professionista, specialista in archeologia computazionale.

## Attività archeologica
- Ramat Rahel (Israele)
- Mozia (Sicilia, Italia)
- Malta
- Monte Sirai (Sardegna, Italia)
- Capo Bon (Tunisia)

## Premi
- 1982: Premio Internazionale Roma
- 1983: Premio Internazionale Europea
- 1986: Premio Gambrinus "Giuseppe Mazzotti"
- Premio La Marmora (Rotary Cagliari), per gli studi sui monumenti fenicio-punici
- 1985: Premio Internazionale "I Cavalli d'Oro di San Marco" (Centro Veneto Studi e Ricerche sulle Civiltà Classiche e Orientali)
- 1964: Premio Nazionale del Presidente della Repubblica (scienze morali, storiche e filologiche (Accademia Nazionale dei Lincei)

## Opere
- “Studi su Abū Muslim” I-III, in: Rendiconti dell'Accademia Nazionale dei Lincei, Roma, 1949, pp. 323–335 e 474-495; 1950, pp. 89–105.
- Le antiche civiltà semitiche, Editori Laterza, Bari 1958
- I Fenici e Cartagine, UTET, Torino 1972
- I Fenici, Bompiani, Milano, ristampa 1988
- Italia archeologica, De Agostini, Novara 1973
- L'alba della civiltà, UTET, Torino 1976
- Antichi imperi d'Oriente, Newton & Compton, Roma 1979
- Civiltà del mistero. Popoli che non scrissero e messaggi mai interpretati, Newton & Compton, Roma 1979
- Nuove passeggiate romane, Newton & Compton, Roma 1980
- La via del sole. Avventure archeologiche tra Oriente e Occidente, Newton & Compton, Roma 1981
- Cartaginesi, Jaca Book, Milano 1982
- Gli Italici: l'arte, Jaca Book, Milano 1983
- Nuove passeggiate laziali, Newton & Compton, Roma 1983
- L' Italia punica, Rusconi, Milano 1986
- L'ancora d'argento, Jaca Book, Milano 1989
- Passeggiate nel tempo. L'archeologia oggi tra avventura e scoperte, De Agostini, Novara 1990
- Sulle vie del passato. Cinquant'anni di studi, incontri, scoperte, Jaca Book, Milano 1990
- Gli adoratori di Moloch. Indagine su un celebre rito cartaginese, Jaca Book, Milano 1992
- Dove va l'archeologia, Società Editrice Internazionale, Torino 1995
- Così nacque l'Italia. Profili di antichi popoli riscoperti, Società Editrice Internazionale, Torino 1997
- L'arte della Sicilia punica, Jaca Book, Milano 1998
- L'arte degli Italici, Jaca Book, Milano 1999
- Storia degli italiani dalle origini all'età di Augusto, Bardi Editore, Roma 1999[5]